# Berghof (Gleißenberg)
Berghof ist ein Gemeindeteil der Gemeinde Gleißenberg im Landkreis Cham des Regierungsbezirks Oberpfalz im Freistaat Bayern.

## Geografie
Berghof liegt 1 Kilometer westlich von Gleißenberg und von der durch Gleißenberg verlaufenden Staatsstraße 2154 auf dem Osthang des 781 Meter hohen Vorderen Hieners.

## Geschichte
Berghof (auch: Berckhoff, Perckhoff, Perckhhof, Perckhof) wurde 1588 mit einem Gut aufgeführt. 1622 wurde in Berghof ein Hof erwähnt. In den Aufzeichnungen von 1703, 1772 und 1808 erschien Berghof mit einem Anwesen.
Im 16. Jahrhundert verlief die Grenze zwischen dem Amt Waldmünchen und dem Amt Cham zwischen Berghof und Ried. Über den genauen Grenzverlauf kam es hin und wieder zu Grenzstreitigkeiten.
1808 wurde die Verordnung über das allgemeine Steuerprovisorium erlassen. Mit ihr wurde das Steuerwesen in Bayern neu geordnet und es wurden Steuerdistrikte gebildet. Dabei kam Berghof zum Steuerdistrikt Gleißenberg. Der Steuerdistrikt Gleißenberg bestand aus den Dörfern Gleißenberg, Gschwand, Lixenried, den Weilern Bogen und Koestelhütten (= Kesselhütte) und den Einöden Tradl und Berghof.
1820 wurden im Landgericht Waldmünchen Ruralgemeinden gebildet. Dabei kam Berghof zur Ruralgemeinde Gleißenberg. Zur Ruralgemeinde Gleißenberg gehörten neben Gleißenberg mit 74 Familien der Weiler Kesselhütte mit 22 Familien und die Einöden Berghof mit 2 Familien und Hofmühl mit 1 Familie.
Die Kesselhütte war eine Glashütte, die von 1804 bis in das 20. Jahrhundert hinein bestand, dann aber wüst fiel.
Ried bei Gleißenberg gehörte zunächst ab 1818 zur Gemeinde Ränkam. 1851 wurde es selbständige Gemeinde. 1945 wurde die Gemeinde Ried aufgelöst, aus dem Landkreis Cham herausgetrennt und in den Landkreis Waldmünchen eingeordnet und der Gemeinde Gleißenberg angegliedert.
Die Gemeinde Gleißenberg konnte ihren Bestand über die Gebietsreform in Bayern in den Jahren 1971 bis 1980 hinüber retten. Sie bestand nun aus den Dörfern Gleißenberg und Ried und den Einöden Berghof und Hofmühle. 1978 schlossen sich die Gemeinde Gleißenberg und die Gemeinde Weiding zu einer Verwaltungsgemeinschaft zusammen.
Berghof gehört zur Pfarrei Gleißenberg, Dekanat Cham. Er wurde im Pfarrverzeichnis der Pfarrei Gleißenberg von 1780 aufgeführt. Die Pfarrei Gleißenberg bestand zu dieser Zeit aus Gleißenberg, Lixenried, Bogen, Gschwand, Ried, Hofmühl, Berghof, Häuslarn, Bonholz und Eschlmais. Zur Pfarrei Gleißenberg gehörte die Filialkirche Geigant mit Sinzendorf, Zillendorf, Machtesberg, Katzbach, Kühnried, Lodischhof und Roßhöfe. 1997 hatte Berghof einen Katholiken.

## Einwohnerentwicklung ab 1820
| Jahr | Einwohner  | Gebäude |
| ---- | ---------- | ------- |
| 1820 | 2 Familien | k. A.   |
| 1838 | 7          | 1       |
| 1861 | 7          | 6       |
| 1871 | 6          | 5       |
| 1885 | 13         | 1       |
| 1900 | 8          | 1       |
| 1913 | 5          | 1       |

| Jahr | Einwohner | Gebäude |
| ---- | --------- | ------- |
| 1925 | 8         | 1       |
| 1950 | 4         | 1       |
| 1961 | 4         | 2       |
| 1970 | 3         | k. A.   |
| 1987 | 1         | 1       |
| 2011 | 0         | k. A.   |